# Ђорђе Лазић-Ћапша
Ђорђе Лазић Ћапша (Сремски Карловци, 29. август 1954) српски је вајар и сликар.

## Биографија
Рођен је у Сремским Карловцима и потиче из старе карловачке породице која се доселила ту за време сеобе Срба. Основно образовање је завршио у Сремским Карловцима а у Новом Саду је завршио средњу машинску школу и Академију уметности вајарски одсек у класи професора Милун Видића (1986. године) Члан СУЛУВ-а је постао 1986. године, почетак излагачке делатности 1982. године и био је председник СУЛУВ-а од 1992—1995. године и у том својству покренул је лист, информативни билтен ове асоцијације. Заједно са Жарком Димићем је основао Културни центар „Карловачке уметничке радионице“ а заслужан је и за обнављање Карловачке колоније која од 1993. године делује под називом Подуневска ликовна колонија. Учествовао је 1994. године у стварању Сремскокарловачке ликовне колоније акварела и цртежа, следећи тиме традицију Прве цртачке школе Срба која је у Карловцима постојала од 1809. до 1849. године Графички обликује и ликовно уређује часопис Кругови и сва издања Културног центра. Ликовно је осмислио маркетиншка решења за Сеобе Срба 1990. године. и 150 година Српског народног покрета и 300 година Карловачког мира 1999. године.
Своја уметничка дела скулптуре и слике представио је на двадесет самосталних и многобројним колективним изложбама. Црпећи информацију из вековног живота у Војводини, своје скулптуре ствара из земље, дрвета, плеве, трске и природних пигмената уз помоћ воде и ватре као технолошких елеманата.
Добитник је награде Карловаца за 1997. годину за стваралачки рад вајарства и сликарства као и за свестран развој ликовне уметности у Карловцима. Ђорђе Лазић- Ћапша је изузетан пејзажиста можда најбољи у генерацији. То умеће чини његов пејзаж у акварелу.
Добитник је „Златне значке“ коју додељује Културно просветна заједница Србије и Министарство вера и дијаспора Републике Србије за 2012. годину за дуготрајан допринис у ширењу културе.
У избору веб часописа за савремену ликовну уметност „Арт Магазин“ изложба „Рађање простора“ проглашена је за најбољу изложбу у 2006. години на подружију Србије.
Ликовну поетику Ђорђа Лазића-Ћапше обрадила је и Телевизија Војводине редакција докумантарно образовног програма и снимљен је филм „Грађење“ аутора Светлане Парочки. Филм је награђен на више међународних фестивала.